# Serpent-Nunatak
Der Serpent-Nunatak (von englisch serpent ‚Schlange‘) ist ein rund 750 m hoher Nunatak im Norden der westantarktischen Alexander-I.-Insel. Er ragt aus dem Nichols-Schneefeld auf.
Das UK Antarctic Place-Names Committee benannte ihn 1977 deskriptiv nach seiner Form.